# Station Fagersta
Station Fagersta Centraal is een station in de Zweedse stad Fagersta. Het station werd geopend in 1900 en ligt op het spoorwegknooppunt tussen de Bergslagspendeln en de spoorlijn via de Bergslagen. Het station is een behoorlijk eind buiten het centrum gelegen, in het stadsdeel Västanfors. Een aantal kilometer naar het noorden ligt het station Fagersta-noord.

## Verbindingen
| Serie | Treinsoort       | Route | Bijzonderheden                                                       |
| ----- | ---------------- | --- | -------------------------------------------------------------------- |
| 54    | Stoptrein (TÅGK) | Gävle – Sandviken – Storvik – Torsåker – Horndals Bruk – Fors – Avesta Krylbo – Karbenning – Fagersta – Skinnskatteberg – Frövi – Örebro – Örebro Södra – Kumla – Hallsberg                                             |                                                                      |
| 55    | Stoptrein (TÅGK) | (Borlänge – ) Ludvika – Smedjebacken – Söderbärke – Vad – Fagersta Norra – Fagersta – Ängelsberg – Virsbo – Ramnäs – Surahammar – Hallstahammar – Dingtuna – Västerås ( – Enköping – Barkarby – Sundbyberg – Stockholm) | Alleen buiten werkdagen vanuit Borlänge door tot Stockholm Centraal. |